# Atlas Sineması
Atlas Sineması — кинотеатр, располагающийся на улице Истикляль в районе Бейоглу (Стамбул, Турция). Он был открыт в 1948 году. С 2019 по 2021 год кинотеатр находился на реконструкции.

## История
Агоп Кёчеян (1823—1893), также известный как Кёчеоглу, принадлежал к семье банкиров Галата, имевшей армянское происхождение. Эта семья сколотила крупное состояние, предоставляя ссуды, средства на которые они получали с низкими процентами из-за рубежа, османскому правительству и османскому двору уже под высокие проценты. Агоп Кёчеян был одним из крупнейших собственников недвижимости в разных частях Стамбула. После большого пожара в районе Пера в 1870 году он приобрёл землю в тамошнем квартале Галатасарай и возвёл там себе в 1877 году зимнюю резиденцию. Она была построена в стиле архитектуры эпохи Возрождения, напоминающем виллу Фарнезе в Италии. Это здание состояло из трёх блоков. Жилая часть включала в себя четыре этажа, а блок здания с пассажем — три. Просторная часть на первом этаже была отдана под конюшню, где содержались лучшие лошади Кёчеяна.
При османском султане Абдул-Хамиде II (правил в 1876—1909 годах) Кёчеян впал в немилость, и его финансовые дела ухудшились. Он пожертвовал свою зимнюю резиденцию Армянской католической церкви Святой Троицы. В 1930-х годах два брата-торговца табаком купили это здание, через короткое время превратив некоторые части здания в одни из самых популярных развлекательных заведений Стамбула. Бизнесмен Дервишзаде Ибрагим организовал мюзик-холл под названием «Мулен Руж» в бывшей конюшне. Известные певцы, такие как Сафие Айла и Эфталья Ишилай, а также музыканты из арабских стран выступали на сцене этого заведения, впоследствии переименованного в «Чаглаян». В 1940-х годах Лютфулла Сюрури и Сузан Лютфулла, родители театральной актрисы Гюльриз Сурури, организовали в части здания «Народную оперетту» (тур. Halk Opereti), где ставили ревю и оперетты.
В 1945 году бизнесмен Мухиттин Озтуна провёл реконструкцию здания, преобразовав его в кинотеатр на 1800 мест (1660 мест в партере и на балконе, 140 мест в 35 ложах). Он был открыт под названием «Atlas» 19 февраля 1948 года, став одним из крупнейших кинотеатров в Бейоглу.
В большом здании комплекса кинотеатра в 1948 году были открыты дополнительные помещения под бар и ресторан «Kulis» («зелёная комната»), а в 1951 году — «Театр малой сцены» (тур. Küçük Sahne Tiyatrosu). В 1985 году «Atlas» был передан в ведение Министерству финансов Турции. С тех пор им управляет Ирфан Атасой, а также кинорежиссёр и продюсер Тюркер Инаноглу.
В кинотеатре «Atlas» проходили показы некоторых фильмов во время ежегодного Международного стамбульского кинофестиваля. Кинотеатр был временно закрыт в конце марта 2020 года из-за пандемии COVID-19 в Турции.

## После реставрации
В период с 2019 по 2021 год проводилась реставрация здания кинотеатра Министерством культуры и туризма Турции. Доступ в кинотеатр осуществляется через пассаж, являющийся одним из популярных мест для встречи на улице Истикляль. Внутренние украшения здания, такие как рамы с позолотой на штукатурке на стенах и потолочные украшения, нарисованные вручную французским художником, были отреставрированы в соответствии с оригиналом. Кинотеатр имеет три отдельных зала на 500, 130 и 85 зрителей. Главный зал был спроектирован в виде амфитеатра. Балконная секция была перестроена в ложи для 2, 4, 6 и 8 зрителей с откидными креслами. Бывшее здание сценического театра было превращено в «Стамбульский музей кино» (тур. Istanbul Sinema Müzesi).